# Pardal del mar Mort

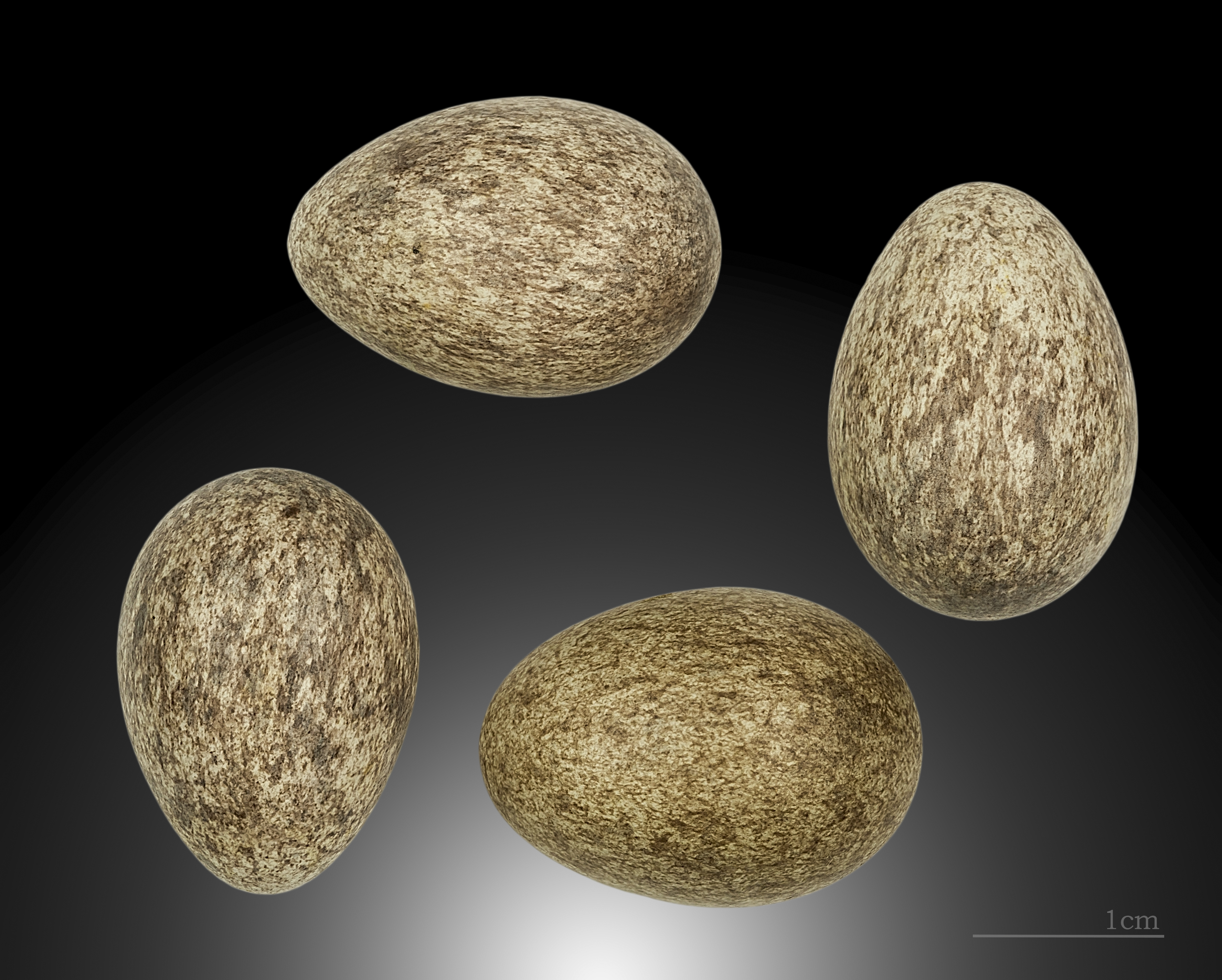
Passer italiae

El pardal del mar Mort (Passer moabiticus) és un ocell de la família dels passèrids (Passeridae).

## Hàbitat i distribució
Habita vegetació de ribera al sud de Turquia, Orient Pròxim, l'Iraq, Iran i oest de l'Afganistan.